# Чарівний світ балету
«Чарівний світ балету» («Волшебный мир балета») — радянський телефільм 1988 року, знятий режисерами Наталією Риженко і Світланою Воскресенською на кіностудії .

## Сюжет
У багатосерійному фільмі «Чарівний світ балету» представлені: «Лускунчик» на музику П. Чайковського, «Коник-Горбунок» на музику Родіона Щедріна, «Попелюшка» за мотивами казки Ш. Перро на музику С. Прокоф'єва, «Петя і Вовк» на музику С. Прокоф'єва, «Буря» на музику оркестрової п'єси П. Чайковського за мотивами п'єси В. Шекспіра. Глядачі поринуть у чарівний світ балету-фантазії та оцінять сміливі постановки популярних казок. У фільмі брали участь солісти та кордебалет Великого театру СРСР та Одеського театру опери та балету.

## У ролях
- Володимир Васильєв — балетмейстер/балетмейстер і лялькар
- Надія Скоркіна — Катюша/Катюша та Клара/Коник-Горбунок
- Марк Перетокін — принц Лускунчик
- Лілія Борисова — лялька Лускунчик
- Сергій Баранов — Іванушка
- Михайло Лавровський — Просперо / Фернандо
- Юля Любінцова — Міранда-дівчинка
- Ілзе Лієпа — Міранда
- Олексій Іщук — Калібан, дух каменю
- Володимир Малахов — Аріель
- Віктор Дворецький — клоун, блазень
- Володимир Куклачов — Петя
- Махмуд Есамбаєв — Вовк
- Юрій Ільїн — один із братів
- Ніна Семизорова — фея Драже
- Володимир Купало — Цар
- Володимир Борисов — Конюший
- Рафаель Авнікян — кат
- Олена Каменських-Барановська — Чарівна кобилиця
- Петро Філіппов — один із братів
- Анна Плісецька — Попелюшка
- Маріанна Сєдова — фея
- Євген Слінчук — роль другого плану
- Сергій Бондур — принц
- Володимир Денисенко — король
- Любов Данченко — кішка
- Олександр Галицький — роль другого плану
- Анна Литвинова — бабка
- Тетяна Боровик — вогонь
- Семен Мірочник — мачуха
- Людмила Гятникова — сестра
- Валентина Зібізова — сестра
- Дмитро Стрижков — вартовий
- Ася Едуардова — наїда
- Наталія Козел — наїда
- Анна Плешакова — наїда
- Аліса Рудика — наїда
- Галина Лапіна — Пташка
- Тетяна Яценко — Качка
- Влада Мурашова —пудель
- Володимир Левашов — дідусь
- Анатолій Панасюков — мисливець
- Володимир Мурашов — мисливець
- Сергій Бєлорибкін — мисливець
- Юрій Нікулін — камео
- Юрій Куклачов — камео

## Знімальна група
- Режисери — Наталія Риженко, Світлана Воскресенська
- Сценарист — Наталія Риженко
- Оператори — Ігор Гафаров, Яків Посєльський
- Композитори — Родіон Щедрін, Сергій Прокоф'єв
- Художники — Петро Пінчук, Ольга Бавдилович, Михайло Лавровський, Ілзе Лієпа